# Egnatius Verecundus
Egnatius Verecundus (sein Praenomen ist nicht bekannt) war ein im 2. Jahrhundert n. Chr. lebender Angehöriger des römischen Ritterstandes (Eques).
Durch eine Weihinschrift, die beim Kastell Maglona gefunden wurde und die auf 197 datiert wird, ist belegt, dass Verecundus Präfekt der Ala Augusta war, die in der Provinz Britannia stationiert war.